# Phidon araucanus
Phidon araucanus är en kackerlacksart som beskrevs av Rehn, J. A. G. 1933. Phidon araucanus ingår i släktet Phidon och familjen småkackerlackor. Inga underarter finns listade i Catalogue of Life.